# Pogonieae
Pogonieae, tribus orhideja iz potporodice Vanilloideae, dio porodice kaćunovki. Sastoji se od pet rodova iz obje Amerike i Azije.

## Rodovi
Tribus Pogonieae Pfetzer ex Garay & Dunst.
1. Duckeella Porto & Brade (8 spp.)
2. Pogonia Juss. (6 spp.)
3. Cleistesiopsis Pansarin & F. Barros (3 spp.)
4. Cleistes Rich. (46 spp.)
5. Isotria Raf. (2 spp.)